# Jestem (film)

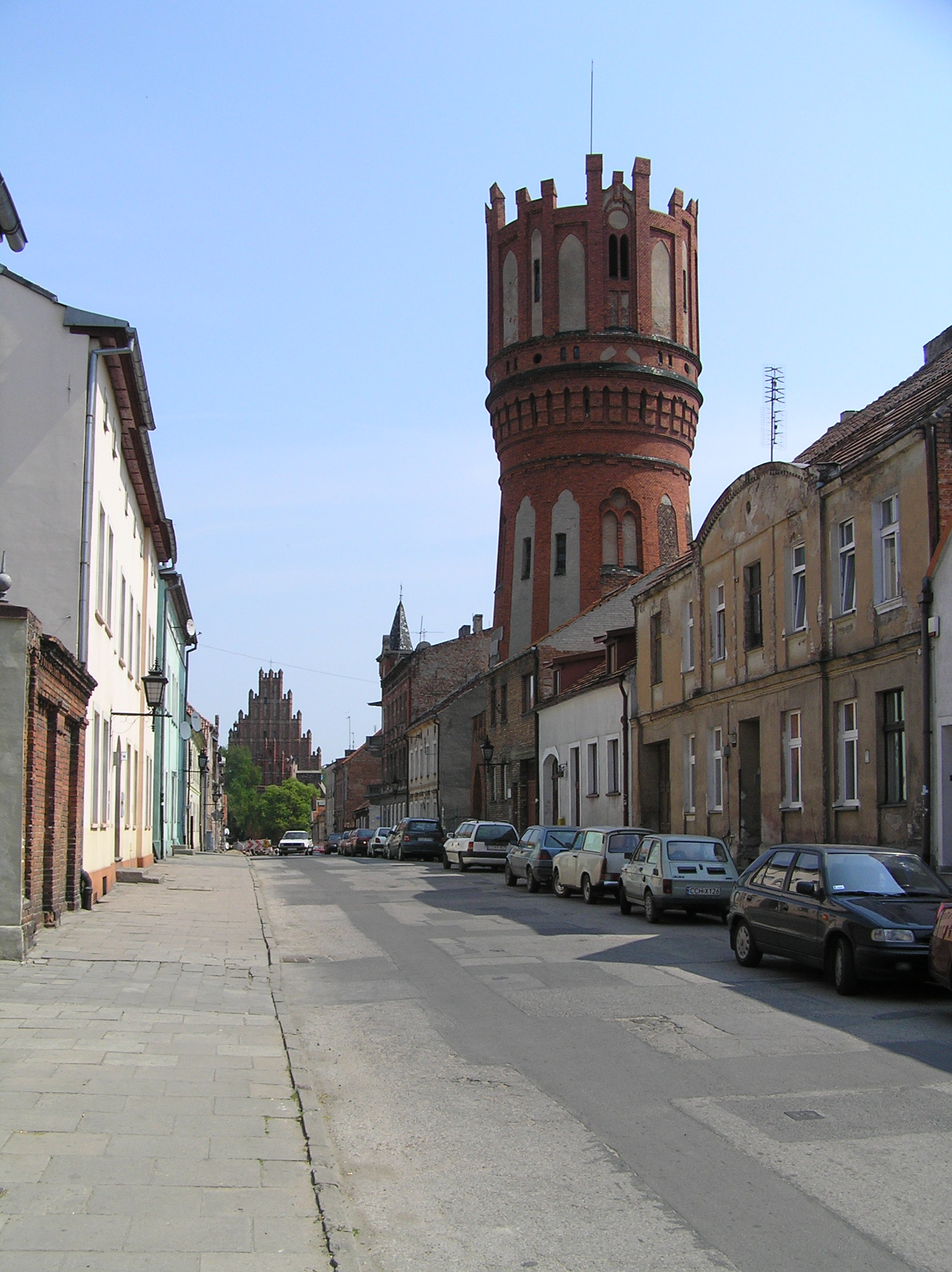
Chełmno i wieża ciśnień, która pojawia się w filmie

Jestem – polski film obyczajowy z 2005 w reżyserii Doroty Kędzierzawskiej, zrealizowany na podstawie autorskiego scenariusza.

## Fabuła
Film jest opowieścią o jedenastolatku, który po przypadkowej ucieczce z domu dziecka, nie szukany przez nikogo, nie oczekiwany przez matkę, u której chciał zamieszkać, zostaje sam ze sobą. Kundel nie skarży się na swój los, tylko stara się zmierzyć z życiem na własny rachunek, mając mimo wszystko świadomość istnienia innego, lepszego świata. Znajduje swój „dom” na opuszczonej, wielkiej, starej barce. Zaprzyjaźnia się z dziewczynką mieszkającą nieopodal w prawdziwym, dostatnim domu. To przypadkowe spotkanie przynosi ze sobą pierwsze zauroczenie.

## Obsada
- Piotr Jagielski – „Kundel”
- Agnieszka Nagórzycka – „Kuleczka”
- Edyta Jungowska – matka „Kundla”
- Paweł Wilczak – ojciec „Kuleczki”
- Janusz Chabior – mężczyzna z promu
- Elżbieta Okupska – kucharka
- Agnieszka Podsiadlik – kelnerka
- Marcin Sztabiński – „Chudy”
- Przemysław Bluszcz – Policjant

## Produkcja
Dorota Kędzierzawska zaczerpnęła inspirację dla filmu z notatki prasowej. W lutym 2002 roku łódzka policja zatrzymała kilkunastolatka, który uciekł z domu dziecka i przez pół roku wegetował samotnie w baraku znajdującym się blisko osiedla mieszkaniowego. W scenariuszu Kędzierzawska dokonała zmian w portrecie chłopca, łącząc jego osobę z dziewięciolatkiem poznanym niegdyś w centrum Łodzi. W filmie, aby uatrakcyjnić scenerię i uczynić historię bardziej poetycką, zmieniono osiedlowy barak na rzeczną barkę. 
Zdjęcia realizowane były głównie w Chełmnie. Kręcono je również w Toruniu, Świętochłowicach, Kozielcu, nad Jeziorem Starogrodzkim oraz we wnętrzach naturalnych. Producentem filmu został Artur Reinhart, odpowiedzialny również za zdjęcia do niego. Reinhart i Kędzierzawska zmontowali wspólnie film po trwającym 43 dni okresie zdjęciowym (od 13 października do 6 grudnia 2004 roku). Muzykę do filmu skomponował Michael Nyman.

## Nagrody
2005:
- Festiwal Polskich Filmów Fabularnych w Gdyni:
  - nagroda za zdjęcia – Artur Reinhart
  - nagroda za muzykę – Michael Nyman
  - nagroda za dźwięk – Bartosz Putkiewicz
  - Nagroda Publiczności Silver Screen
- Regionalne Targi Filmowe CentEast – Warsaw Screenings:
  - Nagroda Prezesa Zarządu Telewizji Polskiej dla reżysera najlepszego filmu polskiego – Dorota Kędzierzawska
- Międzynarodowy Festiwal Sztuki Operatorskiej „Camerimage” w Łodzi:
  - Nagroda Główna na Przeglądzie Filmów Polskich – Artur Reinhart; uzasadnienie: Jury było poruszone sposobem kadrowania i oświetlania przekonującą grą aktorską i wysublimowanymi zdjęciami, które podniosły wizualną wartość filmu
- Syrenka Warszawska (nagroda Klubu Krytyki Filmowej SDP) w kategorii filmu fabularnego

2006:
- Orzeł, Polska Nagroda Filmowa:
  - Orzeł za najlepsze zdjęcia – Artur Reinhart
  - nominacja za najlepszy film
  - nominacja za reżyserię – Dorota Kędzierzawska
  - nominacja za scenariusz – Dorota Kędzierzawska
  - nominacja za muzykę – Michael Nyman
  - nominacja za dźwięk – Bartosz Putkiewicz
  - nominacja za drugoplanową rolę kobiecą – Edyta Jungowska
- MFF w Berlinie:
  - Nagroda Specjalna Jury Kinderfilmfest; uzasadnienie: „Jestem” to film, który w wyjątkowy sposób wykorzystuje wszystkie elementy sztuki filmowej, by opowiadać o sile miłości i życia

2007:
- Festiwal Filmowy „Free Zone” w Belgradzie:
  - Nagroda Publiczności